# 瞿世镜
瞿世镜（1936年6月—），男，江苏崇明（今属上海）人，生于南京，中国翻译家、文学研究家，民革成员，曾任上海市政府參事、上海市第七届政协委员、第八、九、十届全国政协委员。

## 生平
瞿世镜於1968年毕业于复旦大学外文系。後來當過中学英语教师、上海社科院文学所研究员。1988年加入中国作家协会。